# Șerel, Hunedoara
Șerel este un sat în comuna Pui din județul Hunedoara, Transilvania, România.
Așezată la poalele Munților Retezat, în Depresiunea Hațeg, pe cursul râurilor Șerel și Rușor precum și pe "Apa Lazului".
Satul aparține administrativ de comuna Pui iar la recensământul din anul 2002 se înregistrau 550 de locuitori. Deși numărul gospodăriilor nu depășește 200, satul este întins pe valea râului Șerel aproape 5km, fiind foarte răsfirat, având și câteva cătune mai izolate: "În bălți" și "În Luncă".
Drumul de acces în sat (DJ 72) se ramifică din DN 66 (E 79) în dreptul localității Rușor și a fost asfaltat în anul 2008. 
În sat funcționează o școală primară (clasele I-IV) și o grădiniță. În sat funcționează de asemenea și o moară de apă.
Muzeul Național al Satului „Dimitrie Gusti” din București, a selectat în anii 60 o casă din Șerel care a fost translatată și a devenit piesă de patrimoniu a muzeului.

## Istoric
Satul Șerel [Șierul] este
atestat documentar din noiembrie 1435 ca sat liber în districtul Hațeg (libera villa Syerel nominata… in eodem Districtu Haczak).
În primul document care atestă existența așezării (emis în Hațeg, la 20 noiembrie 1435) (vezi imagine "prima atestare documentară") se face referire la „Costea, Stanciu și popa Vâlcu, foștii cnezi de Râușor, care împreună cu frații și fiii lor arătând cu nerușinare necredința lor față de Sfânta Coroană regească .... au pustiit și au devastat moșiile ținute și stăpânite de către ei în calitate de cnezi, apoi refugiindu-se pe ascuns în părțile Moldovei, uneltesc spre pustiirea și devastarea acestui regat”.
Pe acest motiv „dreapta jumătate a întregului cnezat din moșia Râușor, precum și satul lor liber numit Șerel, aflătoare în districtul Hațeg” a fost confiscată de la acei rebeli și conferită nobililor Mihail, Basarab și Ioan, fiii răposatului Ioan de zisul Râușor.
Donația a răsplătit „feluritele servicii credincioase făcute fără preget, cu îndemânare și cu cea mai mare grijă și vrednicie, în locurile și timpurile potrivite, pentru Sfânta Coroană regească”. Documentul arată că „dându-se o luptă lângă cetatea Hațeg împotriva cumpliților dușmani ai credinței catolice (otomanii), amintitul Ioan și alți câțiva frați și rude ale sale, fiind aruncați la pământ și uciși, au avut grijă să aducă serviciile lor pentru cinstirea Domnului nostru Regele (Sigismund de Luxemburg)”.
Moșia Râușor și satul Șerel au fost dăruite „împreună cu toate folosințele acelui cnezat și cu toate ce țin de ele, anume pământurile de arătură lucrate și nelucrate, pădurile, dumbrăvile, mărăcinișurile, luncile, fânețele, apele și râurile curgătoare, dealurile și munții....” Documenta Romaniae Historica, D. Relații între Țările Române (1222-1456), București, 1977
În decursul timpului, satul a cunoscut diverse forme documentare:
1453 possessio Syerel,
1472, 1478, 1508, 1518 Serel
1502 Poss. Syrel 
1518, 1519 Serel 
1523 Serelye
1733 Seret 
1760-1762 Serél 
1800 Serel
1808 satul (pagus) Serell, Scherl
1839 Serél, Serelu
1854, 1857 Serél, Sereliu 
1882 Serél, Serély, Sierulu, Seretu
1925, 1932, 1956 Șerel.
Din punct de vedere administrativ, așezarea a fost integrată în districtul Hațeg (in districtu Haczag, 1453; in districtu de Haczak 1518, 1519), în ocolul Mățești din perimetrul văii Hațegului aflate în comitatul Hunedoara (Comitatus Hunyadiensis, in Circulo Vallis Hatzeg, in Processu Mátsesdiensi, 1817; Hunyad vármegye, Hátszegi kerület Macesdi járás,1839); în dioceza arhiepiscopiei romano-catolice de Alba Iulia și în districtul Hațeg, cercul Pui (Gyulafehervári katholikus vidék Hátszegi kerületi Puji alkerületi 1850-1854); în comitatul Hunedoara, districtul Râu-Bărbat – Mățești (azi, Zăvoi) la 1880.
Între 1882–1918, satul a fost integrat districtului Pui din comitatul Hunedoara, în anii 1919–1950 a aparținut de comuna Râu Bărbat, plasa Pui, județul Hunedoara, iar între 1950–1968 a făcut parte din Regiunea Hunedora, raionul Hațeg.

## Lăcașuri de cult

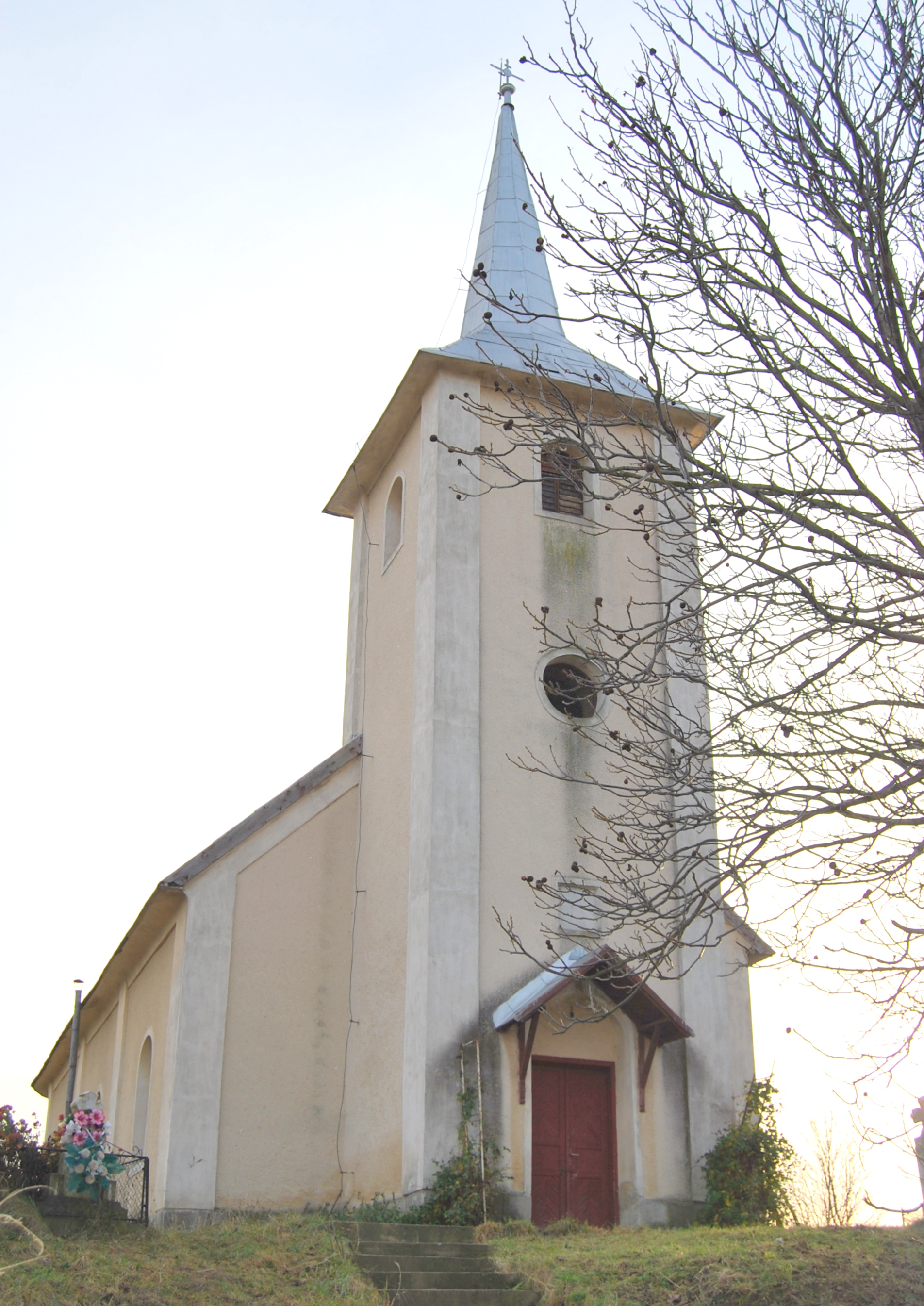
Biserica satului Șerel

Satul Șerel aparținea, odinioară, puternicelor famili cneziale românești Vaida, Cândreș și Sereli, atestate de-a lungul întregului Ev Mediu târziu. La început, localitatea nu a avut biserică proprie, lăcașul de cult din Rușorul învecinat deservind și obștea ortodoxă a Șerelului. În urma îmbrățișării Reformei de către familiile nobiliare locale, sătenii au inițiat, la cumpăna secolelor XVII-XVIII, ridicarea unui edificiu propriu din piatră, închinat „Sfintei Treimi”; ca dovadă a vechimii sale, edificiul apare menționat atât în tabelele conscripțiilor din 1733, 1761-1762, 1805 și 1829-1831, cât și pe harta iosefină (1769-1773). Navei dreptunghiulare şi absidei semicirculare nedecroşate iniţiale, li s-au adosat, în 1810, tinda şi turnul-clopotniță robust, cu o fleşă zveltă; pictarea interiorului se realizase în anul 1777. În pofida reparaţiei capitale din 1860, dată fiind starea avansată de degradare a zidăriei, în anii 1898-1899 s-a iniţiat reconstrucţia din temelii a lăcaşului, dar cu respectarea vechii planimetrii; iniţiatorul lucrărilor a fost preotul unit Beniamin Suciu. Biserica, renovată în 1942, este prevăzută cu o singură intrare, pe latura apuseană. La acoperirea lăcaşului s-a folosit, în exclusivitate, tabla. Interiorul a rămas nepictat. Din 1948, edificiul deserveşte liturgic obştea ortodoxă locală; în prezent este închinat praznicului „Pogorârii Duhului Sfânt”.

## Imagini

Casă tradițională
Ulița satului
Prima atestare documentară